# Добрячин
Добрячин — село в Україні, у Шептицькому районі Львівської області. Населення становить 924 особи.

## Назва
За роки радянської влади село в документах називали «Доброчин». 1989 р. селу повернули історичну назву.

## Сучасність
Орган місцевого самоврядування — Острівська сільська рада. В селі діє парафія УГКЦ. Вздовж села проходить залізнична колія.

## Відомі люди
- Левицький Дмитро (1877—1942) — український громадсько-політичний діяч, правник, адвокат.
- Отець Філяс Платонід Петро — український церковний та громадсько-політичний діяч у Галичині, василіянин. Один із авторів Конституції ЗУНР.